# Ciemno (spektakl telewizyjny)
Ciemno – polski spektakl telewizyjny z roku 1995, autorstwa Marka Rębacza.
Akcja toczy się w Ciemnie, zabitej deskami wsi, na której od średniowiecza niewiele się nie zmieniło. Przejeżdżający przez wieś główny bohater, ratując psa doprowadza do kolizji drogowej w której uszkadza swój samochód. Tak naprawdę dopiero po tym niegroźnym wypadku zaczynają się jego prawdziwe kłopoty.

## Obsada
- Jan Kobuszewski – Jakubiec
- Paweł Wawrzecki – kierowca
- Wiktor Zborowski – Mietek, syn Jakubca
- Lech Ordon – pleban
- Andrzej Mastalerz – Bolek
- Krystyna Feldman – babka
- Marek Kondrat – prawnik
- Magdalena Wójcik – Karolina, córka Jakubca